# Open Grave
Pour plus de détails, voir Fiche technique et Distribution.
Open Grave est un film d'horreur américain de Gonzalo López-Gallego sorti en 2013.

## Synopsis
John se réveille totalement amnésique au fond d'une fosse boueuse en pleine forêt. 
Autour de lui, une centaine de cadavres mutilés et pourrissants jonchent le sol. 
Secouru par une femme muette, il gagne une maison isolée où cinq autres personnes cherchent elles aussi à retrouver la mémoire. 
Tandis que tous tentent de comprendre ce qu'il s'est passé et qui ils sont, des tensions apparaissent entre chaque individu. Alors que John s’interroge sur la responsabilité de ses sauveurs voire sa propre implication au sujet de ce massacre, au dehors, le monde semble avoir plongé en plein chaos et que d’étranges rôdeurs errent dans les bois. 

## Fiche technique
- Titre original et français : Open Grave
- Réalisation : Gonzalo López-Gallego
- Scénario : Chris et Eddie Borey
- Direction artistique : Attila Digi Kövári
- Décors : Biljana Jovanovic
- Costumes : Andrea Flesch
- Photographie : José David Montero
- Son : Attila Tõzsér (mixeur) , János Köporosy (ingénieur enregistrement)
- Montage : László Rumbold
- Musique : Juan Navazo
- Production : Aaron L. Ginsburg, William Green et Michael Wunderman
- Société de production : Atlas Entertainment
- Budget :
- Pays d’origine :  États-Unis
- Langue : Anglais
- Format : Couleurs - 35mm - 2.35:1 -  Son Dolby numérique
- Genre : Film d'horreur
- Durée : 102 minutes
- Dates de sortie :   
  -  Italie : 14 août 2013
  -  États-Unis : 3 janvier 2014

## Distribution
- Sharlto Copley (VF : Michaël Cermeno) : John / Jonah Cooke
- Thomas Kretschmann (VF : Eric Bonicatto) : Lukas
- Josie Ho (VF : muette) : « Brown Eyes »
- Joseph Morgan (VF : Michel Barrio) : Nathan
- Erin Richards (VF : Caroline Lemaire) : Sharon